# دنیلو توسلو
دنیلو توسلو (انگلیسی: Danilo Tosello؛ زادهٔ ۲۷ مارس ۱۹۶۹) بازیکن فوتبال اهل آرژانتین است.
از باشگاه‌هایی که در آن بازی کرده‌است می‌توان به باشگاه فوتبال تیگرس اونال و باشگاه ورزشی دفنسور اشاره کرد.